# Cserhátsurány
Cserhátsurány (szlovákul: Šurany) község Nógrád vármegyében, a Balassagyarmati járásban. A Novohrad-Nógrád UNESCO Globális Geopark települése.

## Fekvése
A Cserhát középső részén fekszik, a legközelebbi várostól, Balassagyarmattól mintegy 15 kilométerre dél-délkeleti irányban.
A közvetlenül határos települések: észak felől Iliny, északkelet felől Varsány, kelet felől Herencsény, dél felől Terény, nyugat felől Cserháthaláp, északnyugat felől pedig Nógrádmarcal.

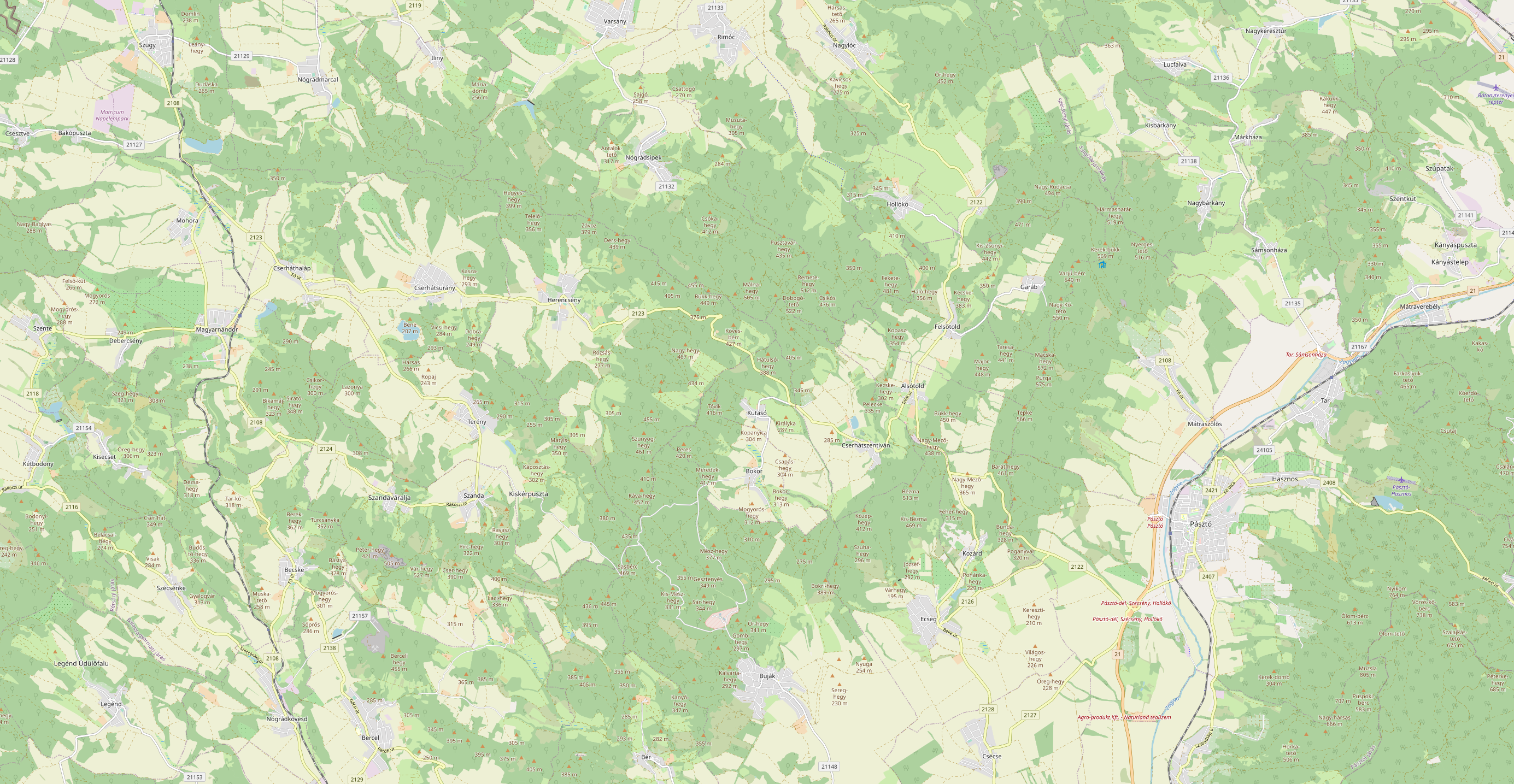
A Cserhát keleti része

### Megközelítése
Csak közúton érhető el, keleti és nyugati szomszédai felől egyaránt a 2123-as úton. Határszélét délnyugaton érinti még a 2124-es út is.
Az ország távolabbi részei felől az Aszód és Balassagyarmat közt húzódó 2108-as útról közelíthető meg, a legegyszerűbben, mohorai vagy magyarnándori letéréssel, Cserháthalápon keresztül.
Vasútvonal nem érinti, a legközelebbi vasúti csatlakozási lehetőséget az Aszód–Balassagyarmat–Ipolytarnóc-vasútvonal Magyarnándor vasútállomása kínálja, mintegy 8 kilométerre nyugatra.

## Nevének eredete
Nevének cser előtagja a magyar népnyelvben cserjés, bokros helyet jelent. A nevében levő hát szélesebb tetejű magaslatot, míg a surány szó eredetéről háromféle felfogás alakult ki: az egyik szerint szláv szó és valamihez tartozást jelent, míg a másik nézet szerint ótörök cur kifejezés, jelentése: méltóság. A település nevének előtagja, a Cserhát egyébként a hegység neve, ahol található.

## Története
Cserhátsurány középkori település, nevét egykor Suránynak írták.
A 14. században Surány a Csór nemzetség birtoka volt. 1344-ben a Csór nemzetségbeli Tamás királyi főajtónálló birtokai közé tartozott Surány is, aki itt templomot építtetett és a pápától búcsú tartására is engedélyt kapott. 1429–1443 között Szanda várához és a Rozgonyiak birtokai közé tartozott, 1443-ban pedig a Liszkói és a Surányi családok voltak a földesurai.
A török időkben, 1562–1563 között Rusztem budai pasa solymászai főnökének: Hamidnak a hűbérbirtoka volt. 1633–34-ben a váci nahije községei között sorolták fel öt adóköteles házzal.
1656-ban Lónyay István fiának, Lónyay Gábornak voltak itt részbirtokai. Az 1715-ben végzett összeíráskor 8, 1720-ban 6 magyar háztartást írtak itt össze.
1726-ban a szandai Sréter család birtoka volt. A Sréter család építtette a falu evangélikus templomát is, mely műemlék. A templom nem sokkal II. József türelmi rendelete után épült. A családból Sréter János (Besztercebánya, 1655 - 1713, Cserhátsurány) részt vett a Rákóczi-szabadságharcban is, ahol a fejedelem dandártábornoka volt. A községben álló kastélyuk a18. században épült, később átalakították, oszlopos bejárati csarnokkal bővítették.

## Közélete

### Polgármesterei
- 1990–1994: Szántó József (KDNP)[3]
- 1994–1998: Szántó József (KDNP)[4]
- 1998–2002: Szántó József (Fidesz-MDF-KDNP-MDNP-FKgP-MKDSZ)[5]
- 2002–2006: Szántó József (Fidesz–MKDSZ–MDF)[6]
- 2006–2010: Szántó József (Fidesz–KDNP)[7]
- 2010–2014: Szántó József (Fidesz–KDNP)[8]
- 2014–2019: Szántó József (Fidesz–KDNP)[9]
- 2019–2020: Katulin Károly (független)[10]
- 2020–2024: Katulin Károly (független)[11]
- 2024– : Szalai Lőrinc (Fidesz–KDNP)[1]

A településen 2020. október 4-én időközi polgármester-választást (és képviselő-testületi választást) kellett tartani, mert a képviselő-testület június 30-án feloszlatta magát. A választás négy polgármester-jelöltje között a hivatalban létő településvezető is elindult, és meg is erősítette pozícióját.

## Népesség
A település népességének változása:
| Lakosok száma | 837  | 850  | 858  | 750  | 687  | 682  | 693  |
|               | 2013 | 2014 | 2015 | 2021 | 2022 | 2023 | 2024 |

2001-ben a település lakosságának 95%-a magyar, 5%-a cigány nemzetiségűnek vallotta magát.
A 2011-es népszámlálás során a lakosok 72%-a magyarnak, 6,1% cigánynak mondta magát (28% nem nyilatkozott; a kettős identitások miatt a végösszeg nagyobb lehet 100%-nál). A vallási megoszlás a következő volt: római katolikus 64%, református 1%, evangélikus 1,8%, felekezeten kívüli 0,8% (32% nem nyilatkozott).
2022-ben a lakosság 93,2%-a vallotta magát magyarnak, 9,8% cigánynak, 0,6% németnek, 1,3% egyéb, nem hazai nemzetiségűnek (6,8% nem nyilatkozott; a kettős identitások miatt a végösszeg nagyobb lehet 100%-nál). Vallásuk szerint 61,6% volt római katolikus, 1,9% evangélikus, 0,4% református, 1,7% egyéb keresztény, 1,9% egyéb katolikus, 4,5% felekezeten kívüli (27,9% nem válaszolt).

## Nevezetességek
- gótikus temploma egyhajós, nyolcszög alaprajzú, tornya később barokk sisakot kapott. 1934-ben átalakították és kibővítették. A középkori épület képezi ma az új templom szentélyét.
- Sréter kastély - a 18. században épült.[16]
- Római katolikus templom
- Helytörténeti kiállítás
- Jánossy-kastély
- Simonyi-kastély[17]

## Híres emberek
- 1766-ban itt házitanítóskodott Sréter György udvarházában Tessedik Sámuel.
- 1867. november 10-én itt született Sréter István honvédelmi miniszter.
- 1894-ben itt született Szentpáli Pál evangélikus lelkipásztor, költő.

## Képgaléria

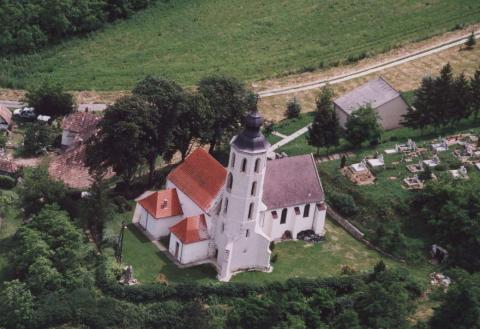
A község római katolikus temploma
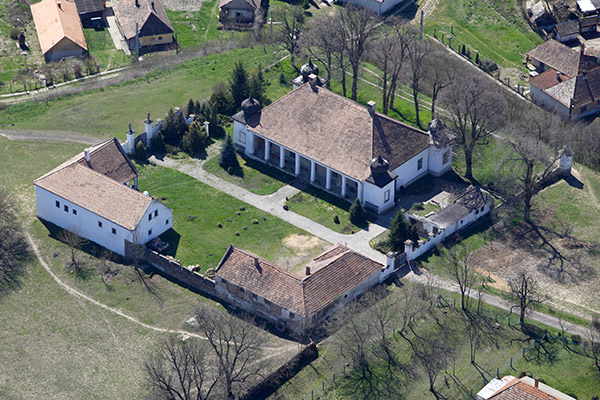
Légi fotó a Jánossy-kastélyról
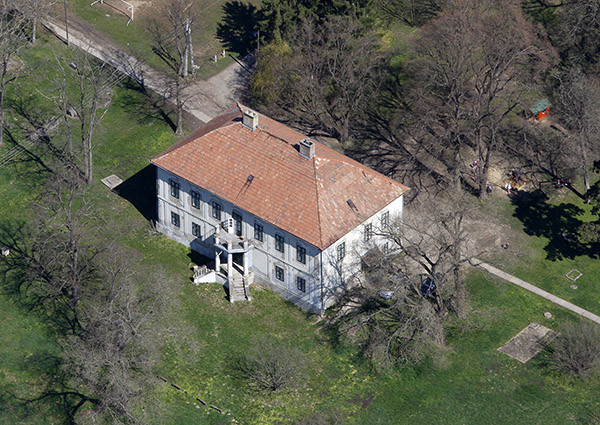
A Simonyi-kastély légi felvételen